# Muhlenbergia asperifolia
Muhlenbergia asperifolia är en gräsart som först beskrevs av Christian Gottfried Daniel Nees von Esenbeck och Franz Julius Ferdinand Meyen, och fick sitt nu gällande namn av Parodi. Muhlenbergia asperifolia ingår i släktet muhlygräs, och familjen gräs. Inga underarter finns listade i Catalogue of Life.

## Bildgalleri

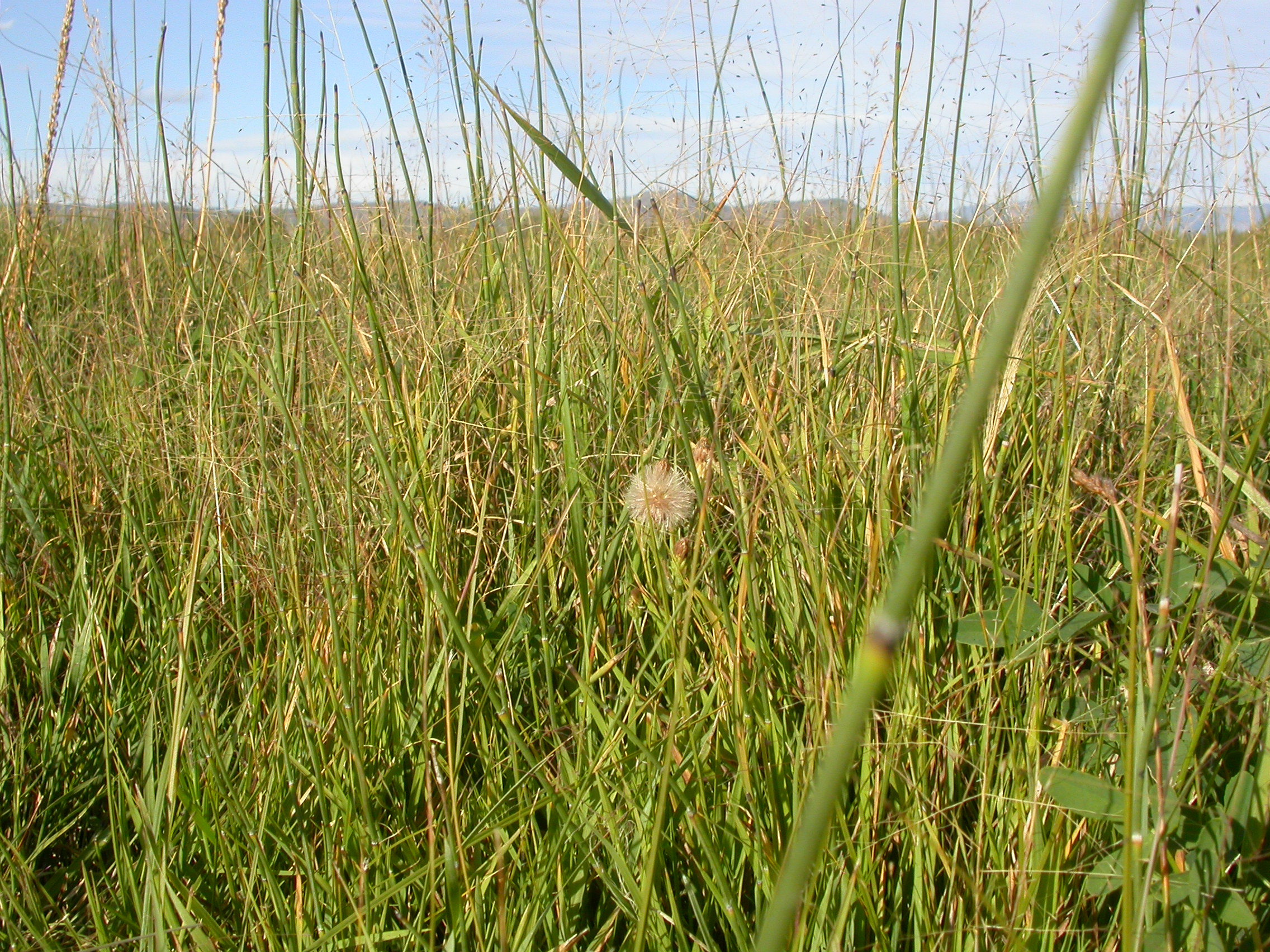
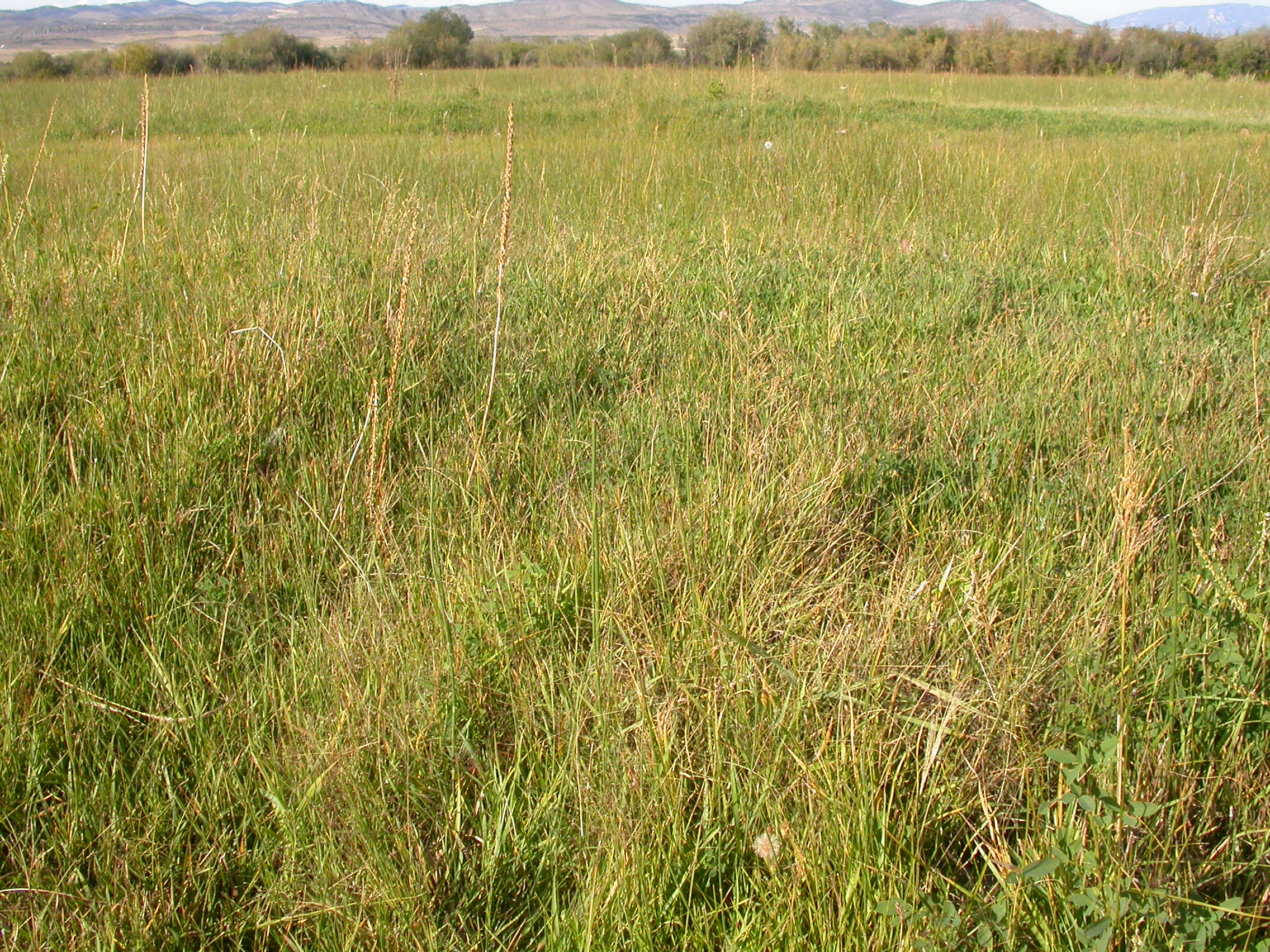
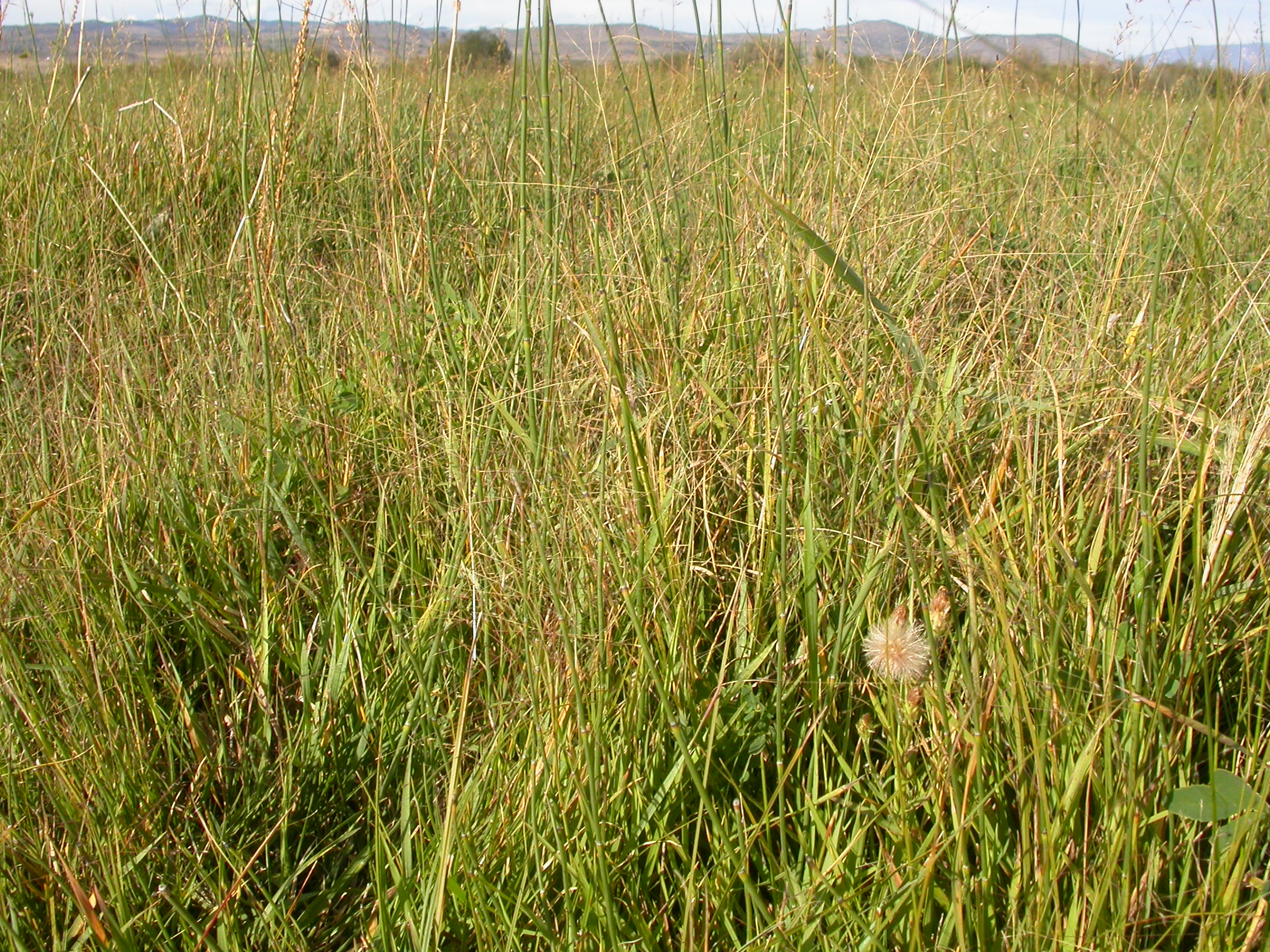
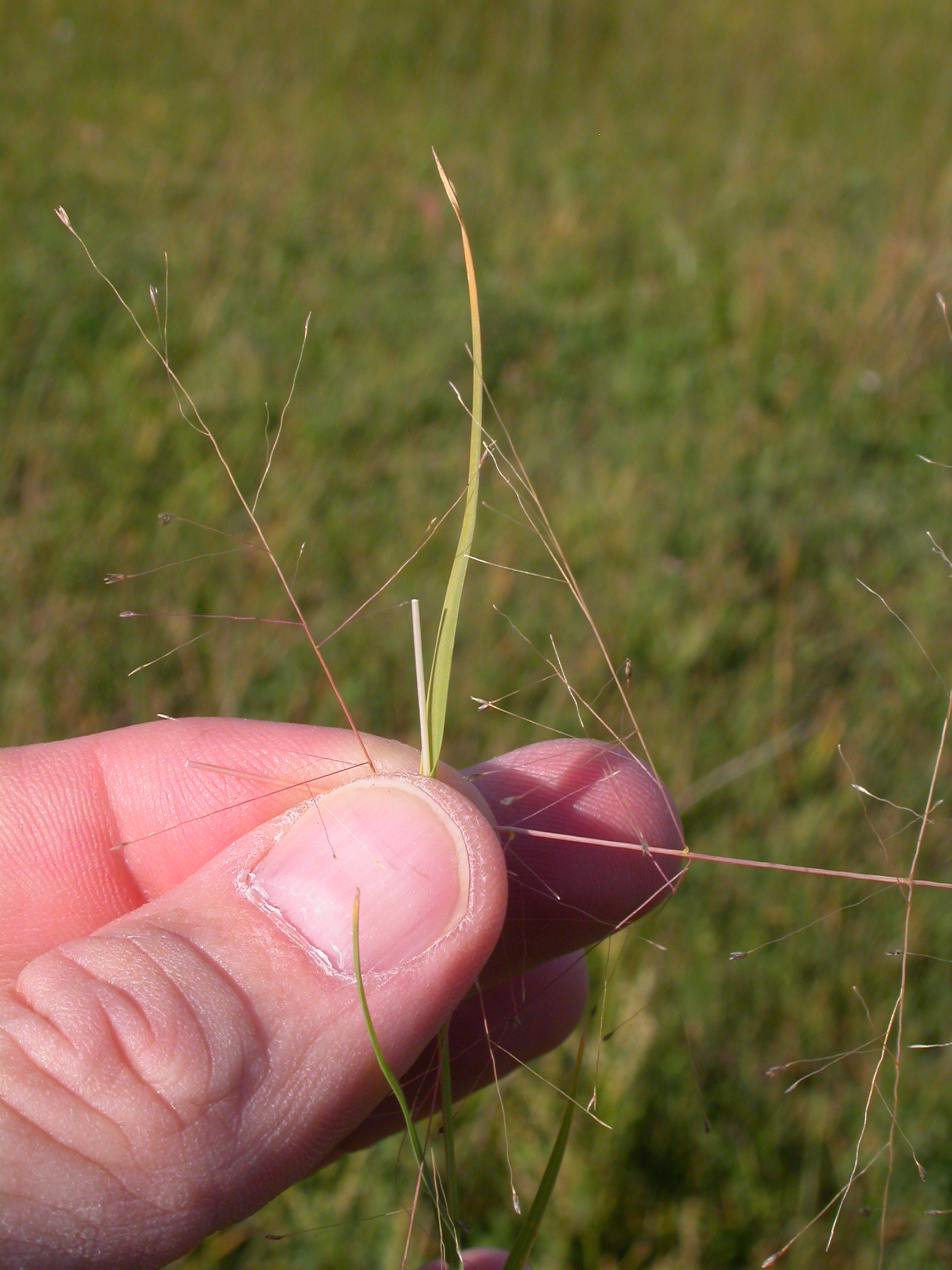